# Bradbury (California)
Bradbury è una città della contea di Los Angeles, California,  Stati Uniti. Si trova ai piedi delle San Gabriel Mountains sotto la  Angeles National Forest. Confina con Monrovia a ovest e con Duarte a sud ed est. La popolazione era di 855 abitanti al censimento del 2000.